# (330) Adalberta
(330) Adalberta ist ein Asteroid des inneren Hauptgürtels, der am 2. Februar 1910 vom deutschen Astronomen Max Wolf an der Großherzoglichen Bergsternwarte in Heidelberg bei einer Helligkeit von 14 mag entdeckt wurde.
Der Asteroid ist benannt zu Ehren von Adalbert Merx (1838–1909), dem Schwiegervater des Entdeckers, oder möglicherweise nach Adalbert Krueger (1832–1896), dem Herausgeber der Astronomischen Nachrichten.
Ein von Max Wolf am 19. März 1892 als Nummer (330) entdeckter Asteroid erhielt auf Vorschlag von A. Krueger den Namen Ilmatar. Dieser Asteroid wurde aber später mit der bereits bekannten (298) Baptistina identifiziert und der Name im Jahr 1901 auf (385) Ilmatar übertragen. Die dann mit der freigewordenen Nummer bezeichnete „ursprüngliche“ (330) Adalberta wurde von Wolf auf Fotoplatten vom 18. und 20. März 1892 entdeckt. Es gab danach aber keine weiteren Beobachtungen davon und der Asteroid galt für 90 Jahre als verloren. Eine erneute Untersuchung der Originalplatten ergab dann 1982, dass Wolf die Lichtpunkte von zwei Sternen falsch interpretiert hatte und diese Entdeckung daher nicht existiert. Die erneut freigewordene Nummer und der Name wurden schließlich einem von Wolf viel später entdeckten Asteroiden zugeordnet, der bis dahin nur eine provisorische Bezeichnung besaß, da er irrtümlich für identisch mit (783) Nora gehalten wurde.

## Wissenschaftliche Auswertung
Eine Auswertung von Beobachtungen durch das Projekt NEOWISE im nahen Infrarot führte 2012 für (330) Adalberta zu vorläufigen Werten für den Durchmesser und die Albedo im sichtbaren Bereich von 9,1 km bzw. 0,26.
Photometrische Messungen des Asteroiden fanden erstmals statt vom 2. bis 22. September 2013 im Rahmen einer Zusammenarbeit zwischen dem Observatorio Los Algarrobos (OLASU) in Uruguay und dem Organ Mesa Observatory in New Mexico. Zu der Zeit war es der Asteroid mit der zweitniedrigsten Ordnungsnummer, von dem noch keine Rotationsperiode bekannt war. Aus der in sieben Nächten aufgezeichneten Lichtkurve konnte dann eine solche von 3,5553 h bestimmt werden. Neue Beobachtungen vom 11. Oktober bis 8. November 2021 während vier Nächten am Organ Mesa Observatory führten exakt zu der gleichen Rotationsperiode.